# Efekt wypychania
Efekt wypychania lub wypierania (ang. crowding out) − zjawisko ekonomiczne polegające na zmniejszeniu wielkości inwestycji sektora prywatnego spowodowanym zwiększonym finansowaniem wydatków publicznych deficytem budżetowym. Jest jedną z form zawodności państwa w zakresie rozwiązań regulacyjnych.

## Opis
Efekt wypychania pojawia się, gdy powodem początkowej zmiany wielkości produkcji jest wzrost wydatków państwa. Dochodzi wtedy do wzrostu popytu na pieniądz oraz wzrostu stopy procentowej, a tym samym do ograniczenia popytu inwestycyjnego i konsumpcyjnego sektora prywatnego. Wypieranie to inaczej zastąpienie inwestycji prywatnych wydatkami państwa. 
Wypieranie finansowe związane jest ze wzrostem stopy procentowej w wyniku niepieniężnego finansowania wydatków państwa, natomiast wypieranie realne może być spowodowane np. zastąpieniem konsumpcji prywatnej konsumpcją państwa lub hamującym wpływem potencjalnej rosnącej niepewności, będącej rezultatem zwiększonych wydatków państwa. 
G↑ → Y↑ → R↑ → (C+I)↓ → Y↓
G - wydatki państwa
Y - produkcja
R - oprocentowanie
C - wydatki konsumpcyjne
I - wydatki inwestycyjne 